# Gastrotheca pseustes
Espèce
Statut de conservation UICN

 NT  : Quasi menacé
Gastrotheca pseustes est une espèce d'amphibiens de la famille des Hemiphractidae.

## Répartition
Cette espèce est endémique d'Équateur. Elle se rencontre de 2 200 à 4 000 m d'altitude.

## Description
Les mâles mesurent jusqu'à 54 mm et les femelles jusqu'à 62 mm.

## Publication originale
- Duellman & Hillis, 1987 : Marsupial frogs (Anura: Hylidae: Gastrotheca) of the Ecuadorian Andes: resolution of taxonomic problems and phylogenetic relationships. Herpetologica, vol. 43, no 2, p. 141-173 (texte intégral).